# Нікколо дель Аббате
Нікколо дель Аббате (італ. Abbate; бл. 1509 або 1512, Модена — 1571, Фонтенбло) — італійський живописець.

## Біографія
Народився у 1512 році (за іншими джерелами — 1509) в Модені в сім'ї скульптора-декоратора. Його живопис в Модені складався під впливом художників феррарської школи Гарфало і Доссо Доссі. У 1547 році переїхав в Болонью, де відчув вплив Корреджо і Парміджаніно. В 1552 році переїхав у Францію, де і жив до смерті. Працював при королівському дворі в Фонтенбло. Писав разом з Пріматіччіо більшою частиною аль-фреско; найбільш відома його картина «Страта апостолів Петра і Павла» (Дрезденська галерея), яка була написана під сильним впливом Корреджо.
В останні роки життя працював разом зі своїми чотирма синами.
У 1571 році Ніколо дель Аббате помер у Фонтенбло.

## Творчість
Представник вишукано-декоративного, придворно-аристократичного напрямку в північноіталійському живописі (фрески в Болонському університеті, в яких дещо манірна елегантність форм поєднується з тонким передаванням пейзажу і жанру). Під керівництвом Пріматіччо працював у Франції над росписом королівського палацу Фонтенбло (в так званій манері «школи Фонтенбло»). Ці росписи поклали початок розповсюдженню маньєризму у Франції.

## Галерея

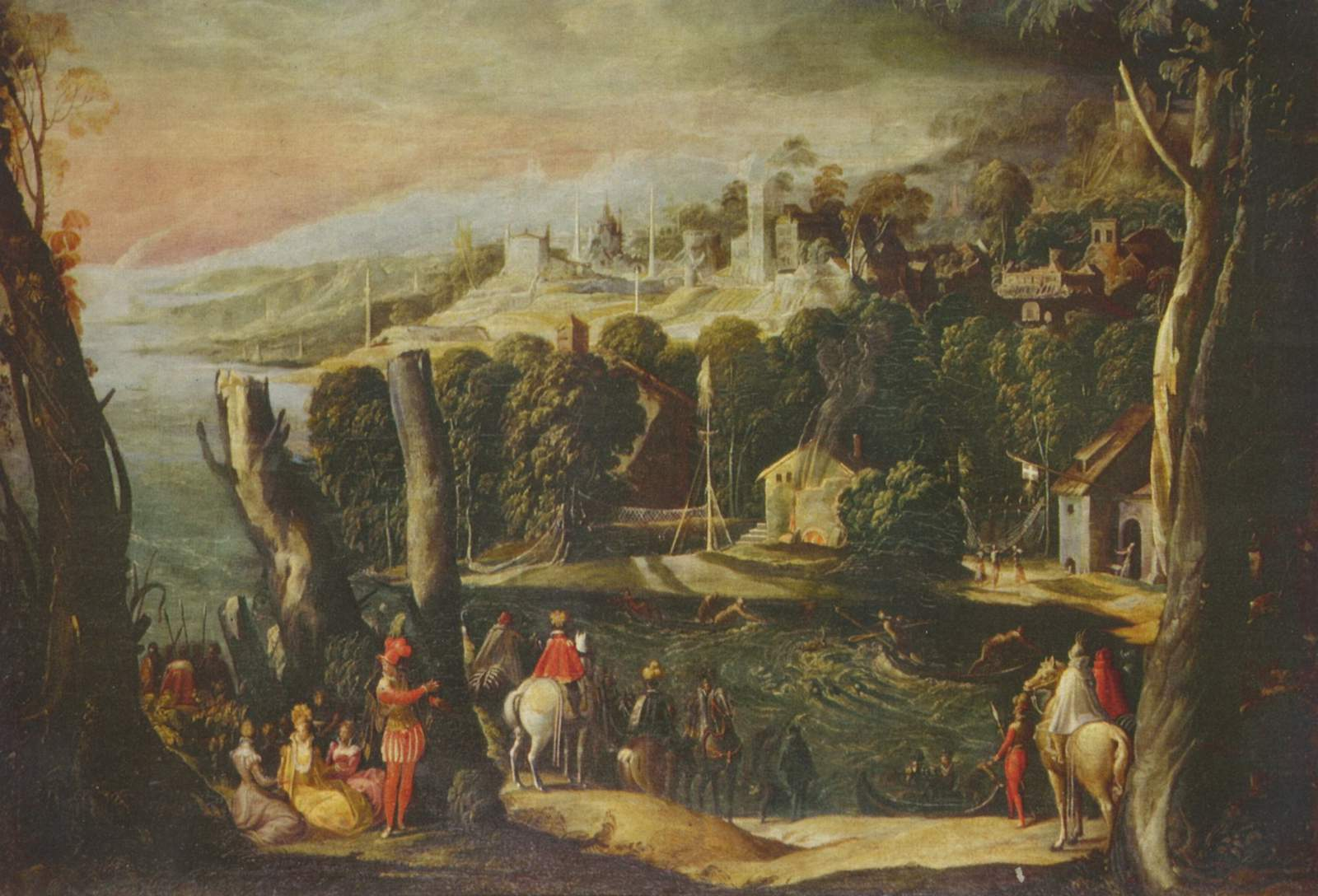
Пейзаж з дамами і кавалерами
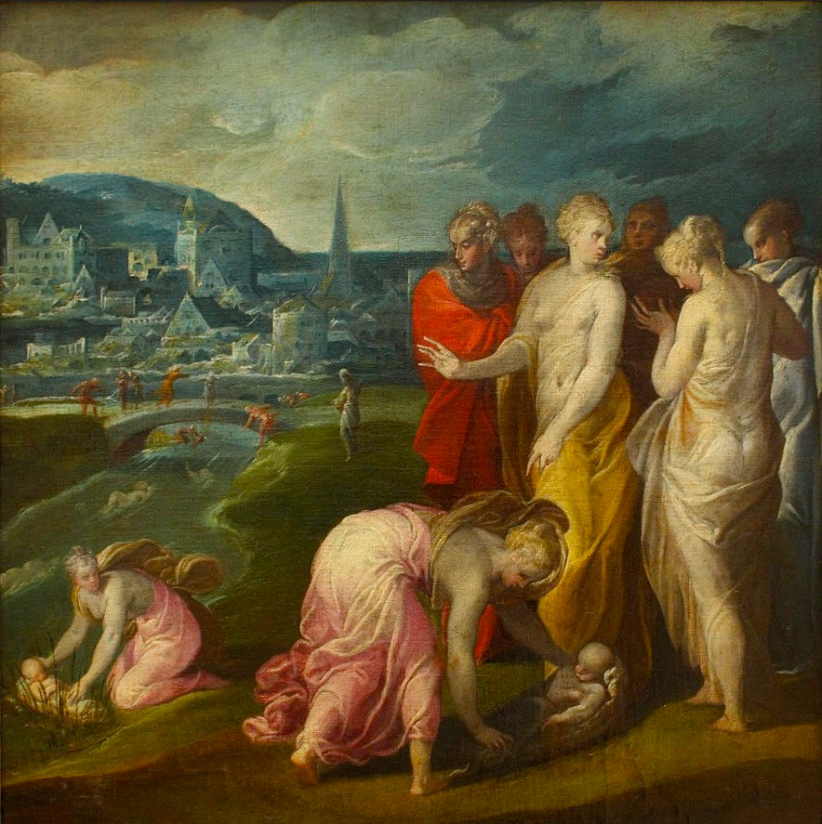
Дитину Мойсея рятують від нільських вод. бл. 1560, Лувр
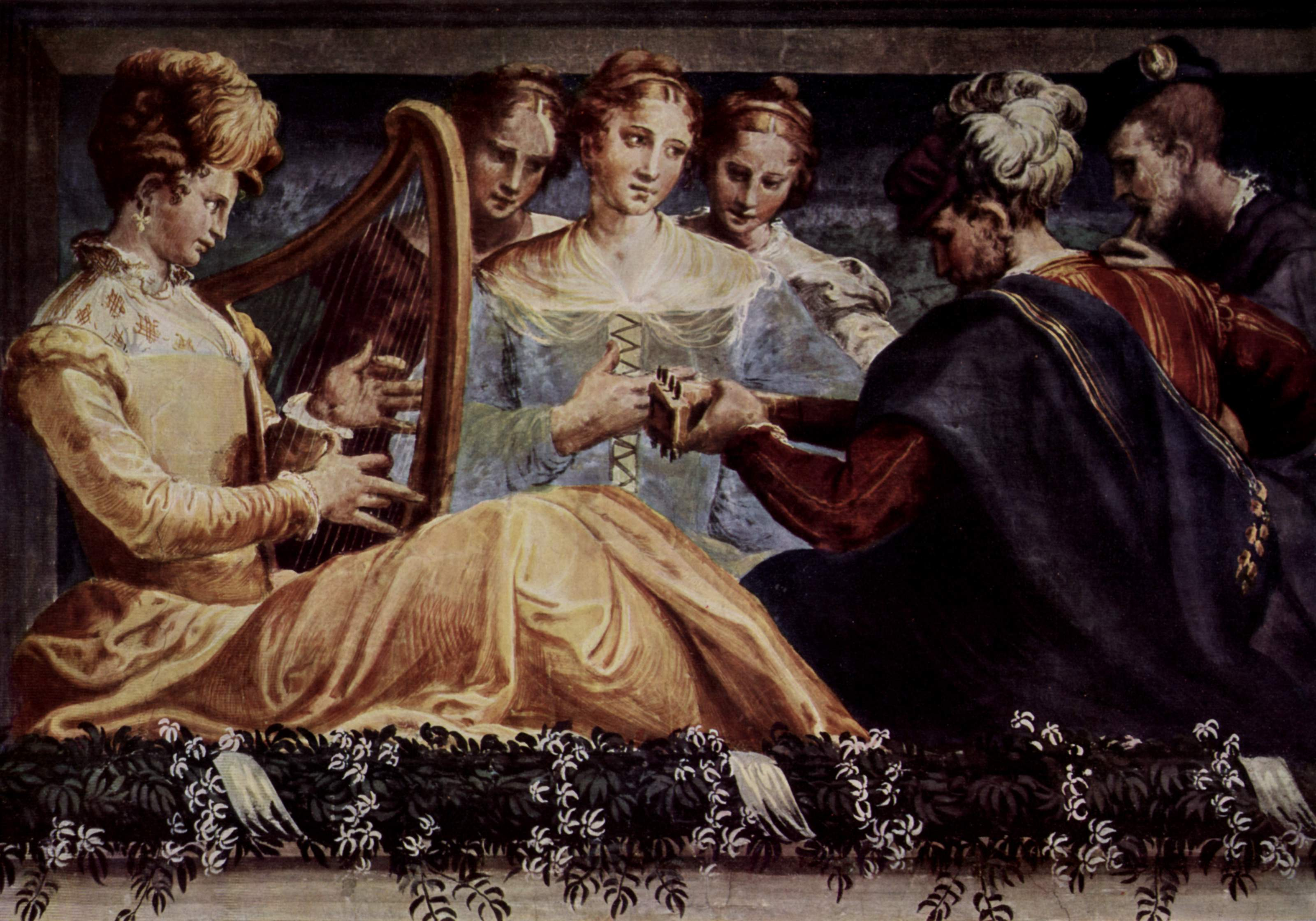
Концерт, Болонья